# محمود مذهب

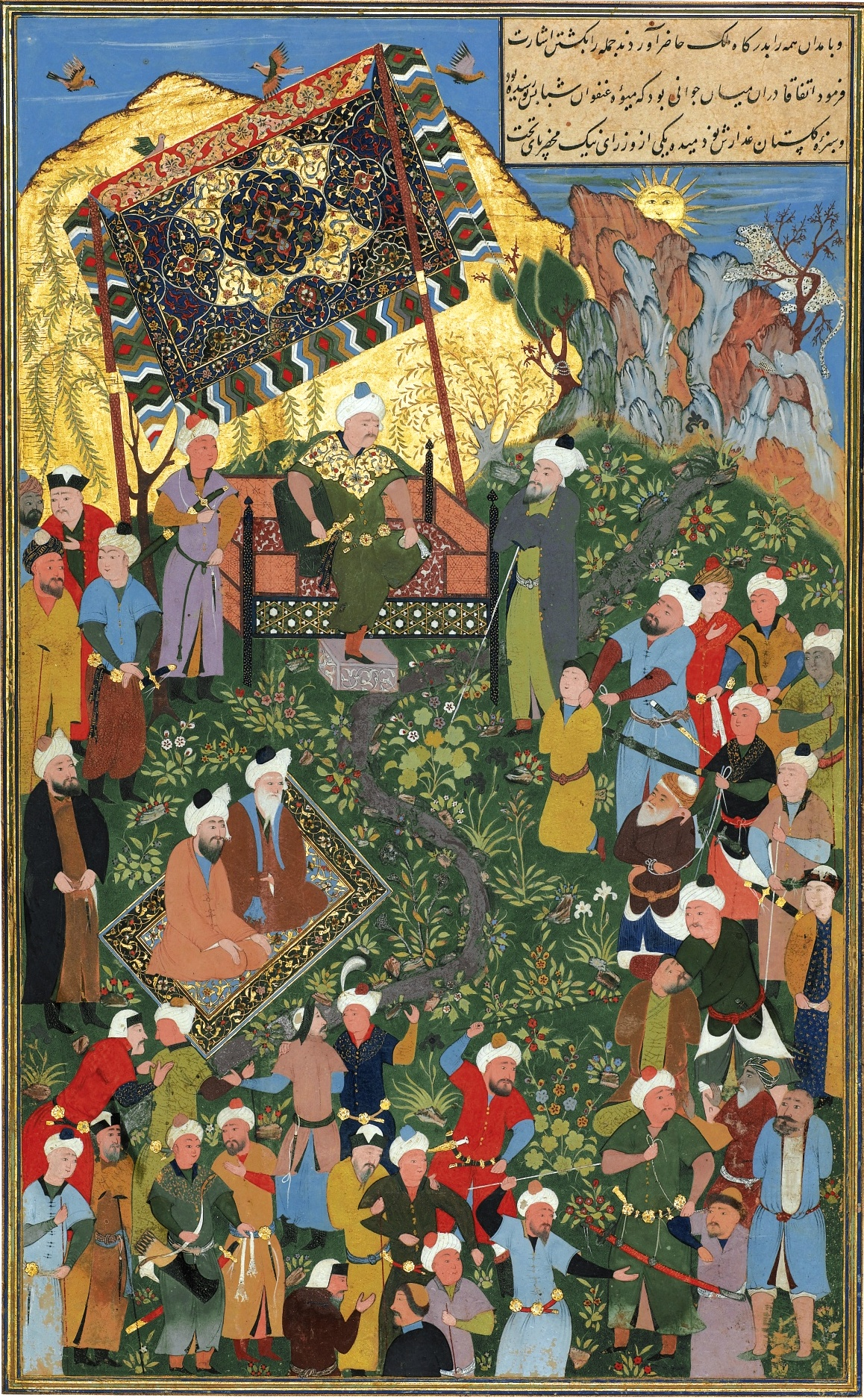
نسخه‌ای از گلستان سعدی شیراز با امضای محمود مُذَهِّب. این اثر حوالی سال ۱۵۶۰/۶۱ در بخارا، ایجادشده است.

محمود مُذَهِّب نگارگر، تذهیب‌گر و خوشنویس اهل ایران در نیمهٔ آغازین سده دهم هجری (قرن ۱۶ میلادی) بود. شهرت او خاصه با بنیان‌گذاری و آفرینش مهم‌ترین آثار مکتب بخارا به اوج رسید. او از شاگردان کمال الدین بهزاد نگارگر مشهور ایرانی بود و در هرات و تحت حمایت میر علیشیر نوایی کار می‌کرد. بعدها عبیدخان ازبک، او و بسیاری از هنرمندان نگارگر آن دوره را به بخارا فرستاد. در بخارا او تحت تأثیر هنر ساده مردم بخارا کارهای خود را ساده‌تر کرد و سبکی ساده‌تر را در پیش گرفت. او از هنرمندان مصورساز، تذهیب‌گر و خطاط هم بود. بهارستان جامی (۹۸۵ هجری قمری/۱۵۲۸ میلادی) و بوستان سعدی (۹۶۳ هجری قمری/۱۵۵۱میلادی) از آثار او هستند.

## آثار
- تک چهره نوایی
- تک چهره بهزاد
- سه نازنین چینی
- دختری در حال رقصیدن
- مجلس طرب